# Powiat Lübben (Spreewald)

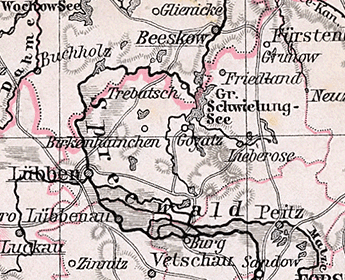
Mapa powiatu z 1905 r.

Powiat Lübben (Spreewald) (niem. Landkreis Lübben (Spreewald), Kreis Lübben (Spreewald); pol. powiat lubiński) – dawny powiat na terenie kolejno Prus, Cesarstwa Niemieckiego, Republiki Weimarskiej oraz III Rzeszy, istniejący od 1816 do 1952. Należał do rejencji frankfurckiej, w prowincji Brandenburgia. Teren dawnego powiatu leży obecnie w kraju związkowym Brandenburgia w powiatach Dahme-Spreewald oraz Oder-Spree. Siedzibą władz powiatu było miasto Lübben (Spreewald).
1 stycznia 1945 na terenie powiatu znajdowały się:
- trzy miasta: Friedland, Lieberose, Lübben (Spreewald) (Lubin)
- 65 innych gmin
- dwa majątki junkierskie (lasy).